# Grażyna Szelągowska
Grażyna Szelągowska (ur. 16 lipca 1953 w Hadze) polska historyk, badaczka dziejów Skandynawii XVIII-XX w., prof. dr hab.  na Uniwersytecie Warszawskim.

## Życiorys
W latach 1971-1974 studiowała historię na Uniwersytecie Kopenhaskim, po czym kontynuowała naukę na Uniwersytecie Warszawskim. W 1979 roku obroniła pracę magisterską "Parlamentaryzm w Danii od 1953 roku". Naukowo związana z Zakładem Historii XIX wieku Instytutu Historycznego UW (obecnie Wydział Historii UW), w którym w 1988 roku doktoryzowała się na podstawie rozprawy "Idea zjednoczonej Północy w skandynawskim ruchu studenckim w I połowie XIX wieku", w 2003 roku habilitowała na podstawie rozprawy "Poddany i obywatel. Stowarzyszenia społeczne w Danii w dobie transformacji ustrojowej w XIX wieku". Stypendystka Ministerstwa Edukacji Danii (1984). W 2007 roku została powołana na stanowisko profesora UW, w 2024 roku prezydent RP nadał jej tytuł profesora nauk humanistycznych.
W latach 2006-2017 współpracowała z Katedrą Skandynawistyki Szkoły Wyższej Psychologii Społecznej w Warszawie.
Od 2008 roku jest członkiem redakcji i zastępcą redaktora naczelnego "Przeglądu Humanistycznego".
Od 2020 roku jest członkiem Towarzystwa Naukowego Warszawskiego.    
Zainteresowania badawcze uczonej obejmują: historię Skandynawii XVII-XX wieku, historię społeczną XIX i XX wieku (w tym urban history), historię filmu i rolę filmu w warsztacie historyka, a także dydaktykę historii. Autorka ok. 90 opracowań naukowych: monografii, artykułów naukowych i popularnonaukowych, a także podręczników dla szkół podstawowych i średnich. Wypromowała 4 doktorów. Współtworzyła i kierowała polskimi oraz międzynarodowymi projektami badawczymi, m.in.: Ruchy przebudzenia religijnego i modernizacja w regionie nordyckim w XIX wieku" (2015-2017), "Zmiany pozycji społecznej kobiety w XIX i XX wieku na ziemiach polskich na tle porównawczym" (1991-2001), „Offroads”. Unofficial contacts of the socialist societies 1956-1989" (2006-2008), "Polish political exile to Norway caused by the Martial Law of 1981" (2010-2011).    

## Ważniejsze publikacje
- Narodowość i naród w romantycznych koncepcjach norweskiej szkoły historycznej, [w:] "Przegląd Zachodni", nr 1/1984.
- Idea zjednoczonej Północy w skandynawskim ruchu studenckim I połowy XIX wieku, Wydawnictwa Uniwersytetu Warszawskiego, Warszawa 1992.
- Aspiracje edukacyjne i poziom wykształcenia kobiet w Skandynawii w XIX i na początku XX wieku, [w:] Kobieta i edukacja na ziemiach polskich w XIX wieku", Instytut Historyczny Uniwersytetu Warszawskiego, Warszawa 1992.
- „Czerwone pończochy”. Początki zorganizowanego ruchu feministycznego w Danii na przełomie XIX i XX wieku, [w:] Kobieta i świat polityki, wyd. DiG, Warszawa 1994.
- Geneza państwa dobrobytu - model skandynawski, [w:] "Mówią wieki", 1995.
- Kobieta – medium i kreatorka kultury (na przykładzie twórczości filmowej w okresie kina niemego, [w:] Kobieta i kultura. Kobiety wśród twórców kultury intelektualnej i artystycznej w dobie rozbiorów i w niepodległym państwie polskim, wyd. DiG, Warszawa 1996.
- Ruchy chłopskie w Skandynawii w XIX i XX wieku. Specyfika, podobieństwa i różnice, [w:] Dzieje partii i stronnictw chłopskich w Europie, t. 1, red. Józef Ryszard Szaflik, Akademia Humanistyczna im. Aleksandra Geiysztora : Oficyna Wydawnicza Aspra-Jr, Warszawa - Pułtusk 2007.
- Od kolonii do państwa niepodległego. Islandia od XIII do XX wieku, [w:] Islandia. Wprowadzenie do wiedzy o społeczeństwie i kulturze, red. Roman Chymkowski i Włodzimierz Karol Pessel, wyd. Trio, Warszawa 2009.
- Film w warsztacie historyka. Uwagi na marginesie  pracy Piotra Witka "Kultura, film, historia. Metodologiczne problemy doświadczenia audiowizualnego", [w:] "Kwartalnik Historyczny", nr 1/2008, s. 63-68.
- “Szwabskie bękarty”. Dzieci żołnierzy Wehrmachtu z Norweżkami i Dunkami w pamięci i niepamięci Duńczyków i Norwegów, {w:] Pamięć historyczna kobiet, red. Marek Przeniosło, Katarzyna Sierakowska, Wydawnictwo Uniwersytetu Kochanowskiego, Kielce 2009.
- Geneza społeczeństwa obywatelskiego a organizacje kobiece w Polsce niepodległej i czasach PRL – zarys problematyki, [w:] Działaczki społeczne, feministki, obywatelki... Samoorganizowanie się kobiet na ziemiach polskich po 1918 roku (na tle porównawczym), t. 2, red. Agnieszka Janiak-Jasińska, Katarzyna Sierakowska, Andrzej Szwarc, wyd. Neriton, Warszawa 2009.
- Cooking another way. Polish gastronomic tourism and exchange in communist period, [w:] Schleichwege. Innofizielle Begegnungen sozialistischen Staatsburger zwischen 1956 und 1989, Bohlau Verlag 2010.
- Warszawa w filmie czasów PRL. Mit i prawda historyczna, [w:] "Przegląd Humanistyczny", nr 3/2010, s. 55-60.
- Państwo bez korupcji? Dania w XVIII i XIX wieku, [w:] "Przegląd Historyczny", z. 1/2012, s. 41-48.
- Poddany i obywatel. Stowarzyszenia społeczne w Danii w dobie transformacji ustrojowej w XIX wieku, wyd. DiG, Warszawa 2002.
- Dania, wyd. Trio, Warszawa 2010.
- Tradycja i nowoczesność. Wzorce kobiecości w kulturze popularnej przełomu XIX i XX wieku, [w:] "Mówią wieki", nr 3/2011, s. 60-63.
- Od wikingów do państwa dobrobytu. Refleksje wokół kultury kulinarnej krajów nordyckich, [w:] "Przegląd Historyczny", nr 4/2011, s. 805-817.
- Pietyzm w Skandynawii. U źródeł nordyckiego protestantyzmu ludowego, [w:] "Przegląd Humanistyczny", nr 1/2012, s. 21-34.
- Czy nordycki model państwa opiekuńczego jest niepowtarzalny? Refleksje wokół genezy skandynawskiego modelu welfare state, [w:] Nowocześni i postępowi? Cywilizacyjny wymiar Skandynawii z polskiej perspektywy, red. Kazimierz Musiał, Maja Chacińska, Wydawnictwo Uniwersytetu Gdańskiego, Gdańsk 2013.
- Ludzie starzy w nordyckim państwie opiekuńczym. Od filantropii do powszechnego systemu emerytalnego na przykładzie Danii, [w:] Ludzie starzy i starość na ziemiach polskich od XVIII do XXI wieku na tle porównawczym, t. 1. Metodologia, demografia, instytucje opieki, red. Agnieszka Janiak-Jasińska, Katarzyna Sierakowska, Andrzej Szwarc, wyd. DIG, Warszawa 2016.
- Prohibicja w Norwegii. Norweskie wolne kościoły i ruchy religijne w walce z alkoholem i pijaństwem w XIX i na początku XX wieku, {w:] "Przegląd Historyczny", nr 2/2017, s. 317-336.
- Historia Norwegii w XIX i XX wieku, Państwowy Instytut Wydawniczy, Warszawa 2019 (monografia napisana wspólnie z siostrą Krystyną Szelągowską).
- N.F.S Grundtvig and his idea of National Education, [w:] "Scandinavica. An International Journal of Scandinavian History", nr 58/2019.
- Kaznodzieje, nauczyciele, politycy. Ruchy przebudzenia religijnego i modernizacja w regionie nordyckim w XIX w., Wydawnictwa Uniwersytetu Warszawskiego, Warszawa 2021.

## Odznaczenia
- Srebrny Krzyż Zasługi (2005).
- Medal Komisji Edukacji Narodowej (2012).

## Nagrody
- Nagroda Instytutu Polsko-Skandynawskiego w Kopenhadze za popularyzację historii Skandynawii (2017).
- Nagroda Georg Eckert Institut for International Textbook Research (Deutsch-Polnisches Geschichtsbuch Projekt “Europa Unsere Geschichte") w kategorii: Podręcznik roku 2020.
- Wyróżnienie Polskiej Akademii Umiejętności  za podręcznik Polsko-niemieckiego projektu "Europa Nasza Historia".

## Życie prywatne
Siostra Krystyny Szelągowskiej, profesor historii Uniwersytetu w Białymstoku.